# حمية المؤشر السكري
حمية المؤشر السكرى، أو ما يعرف بمؤشر سكر الدم، هي ليست حمية تقليدية تتقيد بسعرات حرارية أو كميات طعام، بل هي حمية تعتمد على نظام المؤشر السكرى. طور هذه الحمية الدكتور ديفيد هنكنز في جامعة تورونتو بكندا. تعتمد هذه الحمية على تناول أغذية ذات محتوى سكري منخفض بناء على نظام المؤشر السكري. يستخدم هذا النظام أساساً لمساعدة مرضى السكر في التحكم في مستوى الغلوكوز في الدم، وذلك بتعريفهم بالأغذية ذات المؤشر السكرى المنخفض (المناسبة لمرضى السكر) و الأغذية ذات المؤشر السكرى المرتفع ( التي ينصح بالتقليل من تناولها). تبين التجارب التي أجريت أن الأشخاص الذين قاموا بتناول أغذية ذات مؤشر سكرى منخفض قد تخلصوا أيضا من الدهون المتراكمة والوزن الزائد. بناء على هذه التجارب نشأت حمية مؤشر سكر الدم التي تنص على تناول الأطعمة ذات المؤشر السكرى المنخفض مع الالتزام بتناول البروتينات والدهون المفيدة بكميات معتدلة.

## كيف تعمل حمية المؤشر السكرى؟
تناول الأطعمة ذات المؤشر السكرى المرتفع يؤدي إلى ارتفاع نسبة الجلوكوز(السكر) في الدم وهذا بدوره يحفز خلايا البنكرياس على إفراز الأنسولين. عند تناول هذه الأطعمة، يقوم الجهاز الهضمي بضخ الجلوكوز بسرعة كبيرة إلى مجرى الدم (أسرع من من قدرة الأنسولين على نقل السكر إلى الكبد والعضلات) و بالتالي فإن الجسم يقوم بتحويل الجلوكوز الزائد المتراكم في الدم إلى دهون. عند الالتزام بتناول أغذية مؤشرها السكرى منخفض يبقى مستوى الجلوكوز في الدم منخفضاً وتقل نسبة تحويله إلى دهون ويتم بذلك التخلص من الوزن الزائد. لا تعتمد هذه الحمية على تناول الأغذية ذات المؤشر السكرى المنخفض فقط، بل يجب أن يصاحب ذلك تناول البروتينات والدهون بكميات معتدلة مع الالتزام بممارسة الرياضة بشكل دائم.

## إيجابيات حمية المؤشر السكري
تساعد هذه الحمية في التحكم بمستوى السكر في الدم ( وهذا يساعد مرضى السكر والأشخاص المعرضين للإصابة بمرض السكر بشكل خاص). كما أنها تساعد أيضاً على التحكم بمستوى الكوليسترول في الدم وذلك لأن الأغذية ذات المؤشر السكرى المنخفض تحتوي على نسبة عالية من الألياف الغذائية التي تساهم في تقليل نسبة الكوليستيرول في الدم.
هذه الحمية أيضاً تساعد الإنسان على التحكم في الشهية وعدم الشعور بالجوع، ومتبعها أقل عرضة للإصابة بأمراض وجلطات القلب.

## سلبيات حمية المؤشر السكرى
يظن متبع هذه الحمية أن كل ما عليه هو أن يتناول الأغذية ذات المؤشر السكرى المنخفض دون أن يلتزم بكمية الطعام أو بنوعية البروتينات والدهون المصاحبة لهذه الأغذية. قد يؤدي هذا إلى زيادة وزن الجسم وذلك لأن الأغذية ذات المحتوى الغلايسيمي هي في النهاية أغذية نشوية وسكرية (كالفواكه والخبز و الأرز) و الإكثار من تناولها يؤدي إلى نتائج عكسية.
ومن جهة أخرى يتوجب على متبع هذه الحمية أن يكون على إلمام جيد بالثقافة الغذائية حتى يتجنب الأغذية ذات المؤشر السكرى المرتفع ويتناول الأغذية ذات المؤشر المنخفض.كتاب الجديد في ثورة الجلوكوز